# Ischnochiton hakodaensis
Ischnochiton hakodaensis is een keverslak uit de familie der Ischnochitonidae.
De witte pantserkeverslak wordt tot 30 millimeter lang en behoort tot de Chinese fauna.